# Dąbrowa Wielka (województwo podlaskie)
Dąbrowa Wielka – wieś w Polsce położona w województwie podlaskim, w powiecie wysokomazowieckim, w gminie Czyżew.
W latach 1954–1972 wieś należała i była siedzibą władz gromady Dąbrowa Wielka. W latach 1975–1998 miejscowość administracyjnie należała do województwa łomżyńskiego.

## Historia

### Historia miejscowości
Wieś założona tuż przy granicy mazowiecko-litewskiej w lesie Długa Dąbrowa, w 1. ćwierci wieku XV. W pobliżu kilkanaście innych wsi drobnoszlacheckich o pierwszym członie nazwy: Dąbrowa.
Od XVII wieku Dąbrowa Wielka stanowi główny ośrodek zespołu tych wsi. Nazwy pozostałych miejscowości odróżnione drugim członem. Zamieszkane przez różne rody, które przyjęły nazwisko Dąbrowskich.
W roku 1827 wieś liczyła 25 domów i 65 mieszkańców. Pod koniec XIX w. Dąbrowa Wielka należała do Powiatu mazowieckiego, gmina Szepietowo. We wsi szkółka początkowa, urząd gminny, dom schronienia dla starców. W pobliżu folwark Dąbrowa Wielka o powierzchni 550 morgów, w tym grunty orne i ogrody – 233, łąki – 15, pastwiska – 28, las – 50, zarośla – 60, nieużytki i place – 164 morgów<.
W 1921 naliczono tu 45 budynków z przeznaczeniem mieszkalnym oraz 314 mieszkańców (148 mężczyzn i 166 kobiet). narodowość polską podało 291 osób, a 23 żydowską.

### Historia kościoła

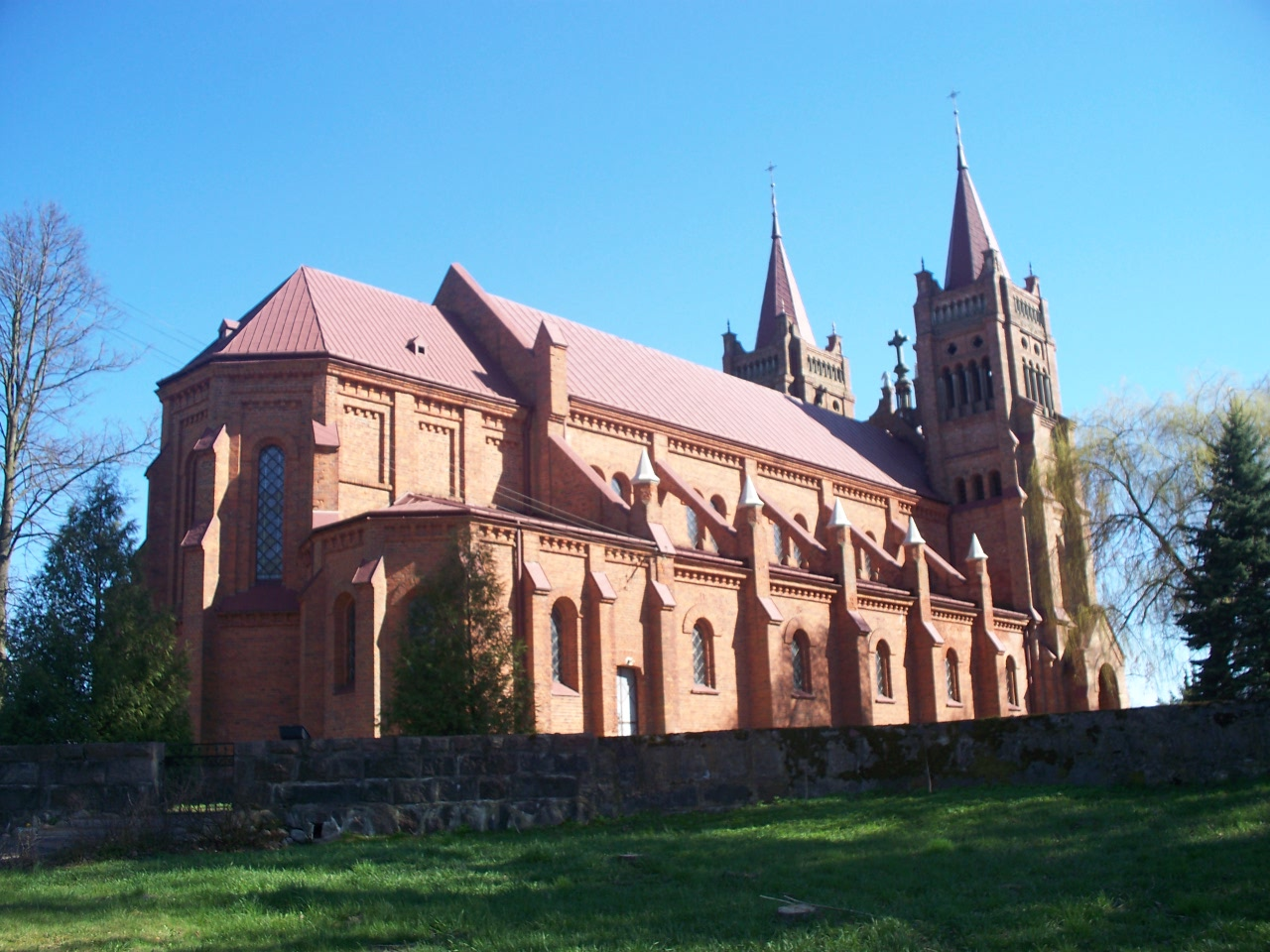
Dąbrowa Wielka – kościół pw. św. Stanisława BM – widok od pn.–zach.

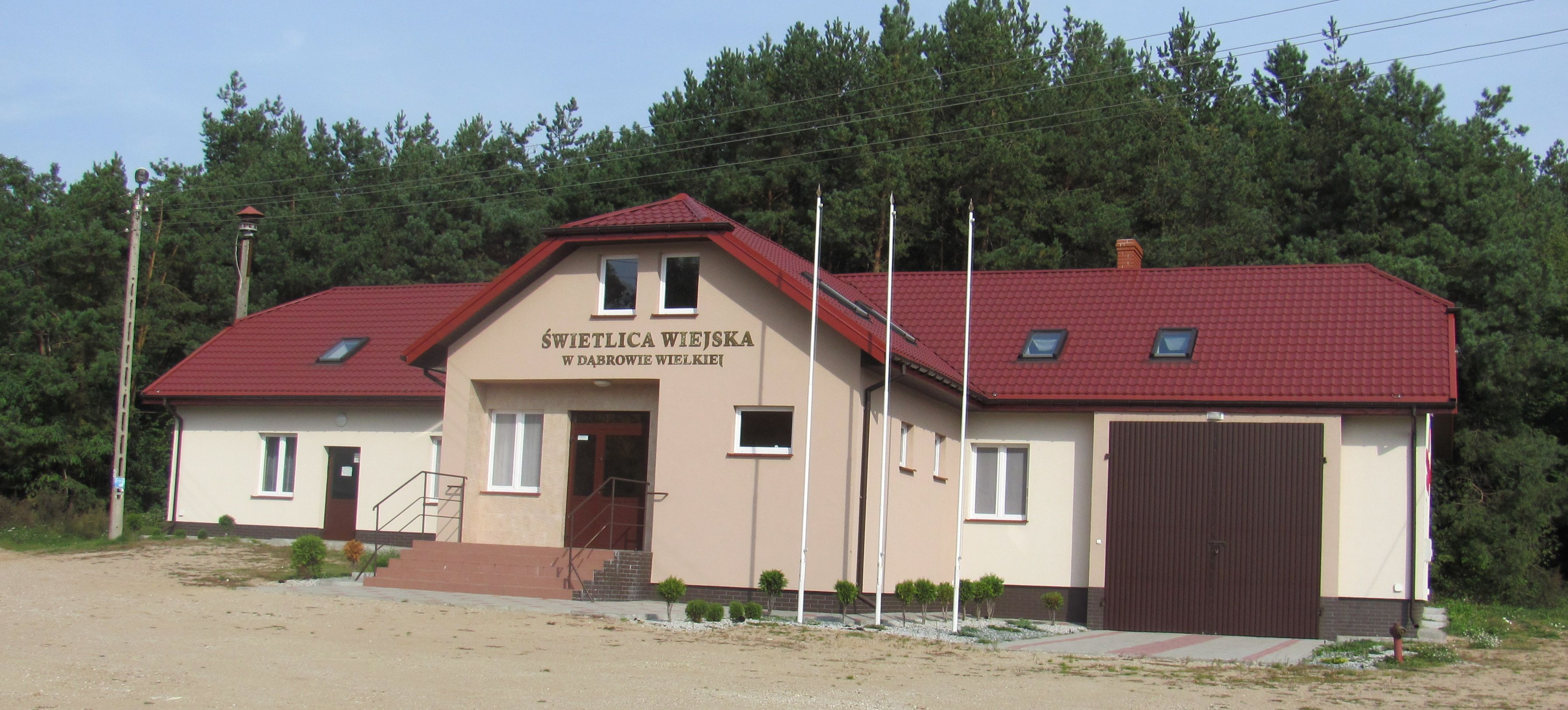
Budynek świetlicy wiejskiej i straży pożarnej.

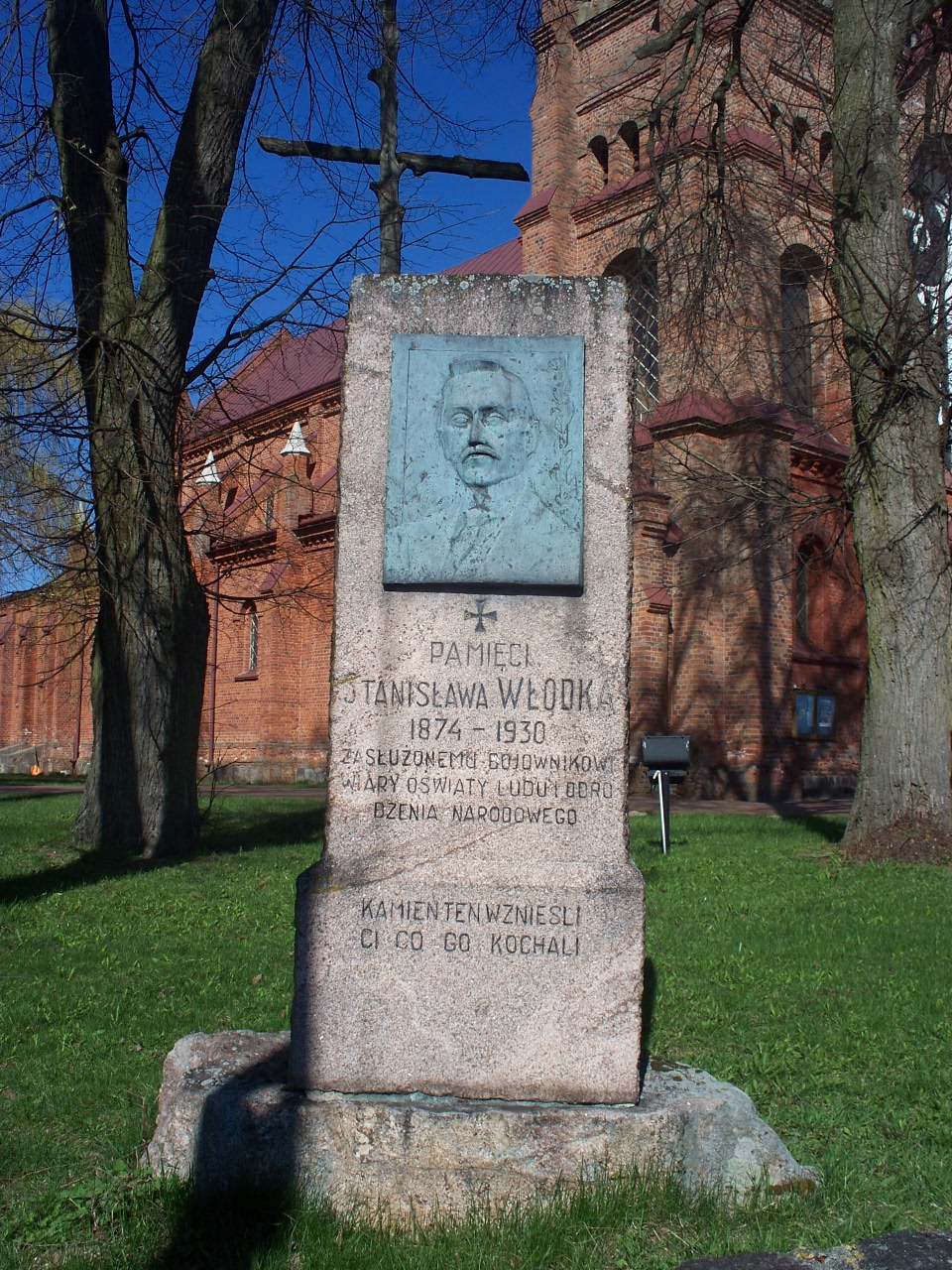
Pomnik pamięci Stanisława Włodka (1874-1930)

Parafia pod wezwaniem Zwiastowania N.P. Marii, oraz śś. Anny, Stanisława, Mikołaja i Katarzyny erygowana prawdopodobnie w roku 1423 łącznie z konsekracją kościoła, przez biskupa łuckiego Andrzeja. W roku 1493 miało miejsce potwierdzenie wcześniejszej erekcji.
Prawdopodobnie kolejny, drewniany kościół spłonął w czasie wojen szwedzkich. W jego miejsce wystawiono kaplicę, wzmiankowaną w roku 1658.
Kolejny drewniany kościół powstał w roku 1667, remontowany w 1785, rozebrany 1887.
Obecny, neogotycki, murowany kościół, budowany w latach 1883–1889 z fundacji parafian i Stanisława Kiersnowskiego właściciela majątku w Szepietowie-Wawrzyńcach. Wzniesiony według projektu architekta Józefa Piusa Dziekońskiego i Stanisława Kucharzewskiego. Został konsekrowany w roku 1925 pod wezwaniem św. Stanisława Biskupa.
W roku 1944 wysadzono wieżę. Zniszczeniu uległa też południowa część nawy i fasada. Odbudowany w latach 1947–1960. Posiada romańskie detale architektoniczne.
Obecny kościół jest siedzibą parafii św. Stanisława. W strukturze kościoła rzymskokatolickiego parafia należy do metropolii białostockiej, diecezji łomżyńskiej, dekanatu Wysokie Mazowieckie.

### Szkoła
W 1920 roku 2. klasowa szkoła powszechna, liczyła 1l7. uczniów, w 1922–150. uczniów. Od 1923 szkoła 3. klasowa, liczyła 185. uczniów, w 1924–166. Od 1925 szkoła 5. klasowa, liczyła 217. uczniów, 1930–284., 1932–300.
Nauczyciele: 1925–1927 – Filipczakówna Stefania, Mystkowski Antoni, 1929 – Świecki Adam, 1941 – Dąbrowska Aniela, Kaczyński Władysław, Stefanowicz Bronisław.